# Slaget vid Summa
Slaget vid Summa stod mellan Sovjetunionen och Finland under vinterkriget. Det utkämpades nära den finska byn Summa längs med landsvägen som går mellan Leningrad och Viborg.

## Förlopp
När Sovjet upptäckte att det var för svårt att tränga igenom den finska linjen vid Summaavsnittet så attackerade de istället 10 kilometer österut vid det så kallade Lähdeavsnittet. Skulle de lyckas med ett genombrott där, hade det öppnats en möjlighet att omringa de finska styrkorna vid Summa. Timosjenko var övertygad att han kunde besegra finländarna i en utnötningsstrid. Hans plan var att först nöta ned motståndet för att sedan genomföra ett storanfall.
Inledningsvis skedde spaningsanfall mot den finska försvarslinjen. I elva dagar höll finländarna sina försvarspositioner, därefter satsade Röda armén alla sina styrkor för en kraftsamling. Den 12 februari ledde ett mindre genombrott i den finska linjen vid Lähdeavsnittet till en katastrof för finländarna. Vid samma tidpunkt hade även ett flertal smärre genombrott skett längs efter Mannerheimlinjen så när nyheterna om genombrottet vid Lähde nådde den finska stridsledningen fick den inte tillräcklig uppmärksamhet. 
Följande morgon var en motattack planerad att genomföras av den 5. Divisionen, den enda tillgängliga reserven nära frontlinjen, men endast tre regementen kunde uppbringas eftersom de två övriga var kommenderade till andra ställningar.
När motattacken slutligen kunde genomföras var det endast med en styrka bestående av två bataljoner som kämpade mot två regementen rustade med pansar och artilleri.
De sovjetiska styrkorna försökte utnyttja sin inbrytning i den finska linjen. Ett sovjetiskt pansarregemente nådde ända fram till vägkorsningen vid Lähde men gjorde därefter halt. Men trots att Röda armén hade en total seger inom räckhåll så lät man istället sin pansarspets göra halt.
Många finska kompanier blev under striderna halverade vad gäller antal soldater. Ett kompani förlorade 86 av 100 man. Under natten mellan den 14 och 15 februari började finländarna att retirera från Summaställningen. På morgonen den 15 februari anföll Röda armén den då utrymda ställningen vid Summa. På eftermiddagen beordrade Mannerheim en allmän reträtt till Mellanlinjen.

## Tidigare strider
Summa var också platsen för "undret vid Summa". Detta var ett tidigare fältslag 16–20 december 1939, då ett finländskt regemente framgångsrikt stod emot två sovjetiska divisioner.